# Milvago chimango
Il caracara chimango (Milvago chimango (Vieillot, 1816)) è un uccello rapace della famiglia dei Falconidi, diffuso in Sud America.

## Descrizione
È un rapace di taglia medio-piccola, lungo 32–43 cm e con un'apertura alare di 80–99 cm.

## Biologia
Si nutre di insetti, piccoli vertebrati e carogne È inoltre in grado di catturare pesci ghermendoli a pelo d'acqua.

## Distribuzione e habitat
La specie è diffusa nel sud del Brasile, in Paraguay, in Uruguay, in Argentina e in Cile.

## Tassonomia
Sono note due sottospecie:
- Milvago chimango chimango (Vieillot, 1816)
- Milvago chimango temucoensis Sclater, 1918